# Zdeněk Kristen
Zdeněk Hugo Maria Kristen (1. dubna 1902 Praha – 19. července 1967 Praha) byl český historik, archivář a pedagog.

## Život
V Praze studoval v letech 1920–1924 historii a PVH a zároveň Státní archivní školu. Poté pokračoval v dvouletém kurzu do roku 1927 studiem paleografie a archivnictví ve Vatikánu. Nejprve působil při Československém historickém ústavu v Římě, poté v letech 1933–1955 v Archivu země České a po spojení v Státním ústředním archivu v Praze. Po odchodu z Prahy se staral o archiv vysoké školy v Olomouci, kde také již od roku 1947 vyučoval PVH.
V jeho práci hrají důležitou roli edice (pokračoval v Codexu diplomaticus et epistolaris regni Bohemiae, vydal třetí díl Epistulae et acta nuntiorum apostolicorum apud imperatorem 1592-1628), texty z diplomatiky (Listy posélací a jejich registra v královské kanceláři české až do Bílé Hory, 1927 a Soud dvorský a jeho knihy za krále Ladislava, 1931) a texty pro pedagogické příručky.

## Dílo
- Listy posélací a jejich registra v královské kanceláři české až do Bílé Hory. Časopis archivní školy, 1927, s. 1–109
- Soud dvorský a jeho knihy za krále Ladislava, 1931
- Snahy o znovuuvedení karmelitánů do Prahy v letech 1603-1605 a spor o klášter sv. Ducha na Starém městě, 1932
- Základy pomocných věd pro archiváře. VOLF, Miloslav; HAAS, Antonín. Archivní příručka, 1948, s. 5–57
- Základy studia dějepisu, 1953 (s Ladislav Hosák, Dimitr Krandžalov)
- Studium historie na vysokém učení v Olomouci do r. 1855. Sborník Vysoké školy pedagogické v Olomouci. Historie, 3 (1956), 5–42